# Пустынное болото
Пу́стынное боло́то находится в Ардатовском районе Нижегородской области России. Расположено в 3 километрах по к северо-западу от рабочего посёлка Мухтолово, к западу от автомобильной дороги Ардатов — Павлово.

## Географическое описание
Пустынное болото — самое крупное в Ардатовском районе, его площадь составляет 224,2 гектара, из которых 115,7 гектаров являются особо охраняемой природной территорией. Болото расположено непосредственно между Большим (в XIX веке также именовавшимся «Пустынным») и Нуксенским озёрами. Оно исполняет огромную роль в регулировке и поддержании гидрологического режима этих водоёмов, а также протекающей неподалёку реки Нукс. Много веков назад болото представляло собой естественную водную перемычку между этими двумя озёрами.

## Природа
Пустынное болото относится преимущественно к переходному типу с небольшими верховыми участками. На бо́льшей части болота произрастают низкорослые сосны и берёзы, небольшую площадь занимает лишённая древостоя осоково-сфагновая топь. 18 гектаров болота занимают клюквенники, общая урожайность которых достигает 500 килограммов ягод в год. Также болото является местом гнездования серого журавля, занесённого в Красную книгу Нижегородской области.

## Охранный статус
15 марта 1994 года болото было признано памятником природы регионального значения.